# Arnaud-Roger de Comminges
Arnaud-Roger de Comminges, mort en 1336, est un prélat français du début du XIVe siècle qui fut évêque de Lombez (1317-1328), puis évêque de Clermont (1328-1336).

## Biographie
Arnaud Roger de Comminges est l'un des fils puînés de Bernard VII, comte de Comminges et de son épouse, Laure de Montfort.
Il était allié à la maison des comtes d’Auvergne. Une bulle papale de Jean XXII le fit passer de l’évêché de Lombez à celui de Clermont en 1328. Il prêta serment de fidélité au roi Philippe VI qui lui donna un de ses sergents d’armes pour assurer sa garde. Il ne prit possession du siège épiscopal de Clermont que le 18 février 1328. Il rencontra le roi en 1331 et  mourut en 1336. 